# 中央構造線

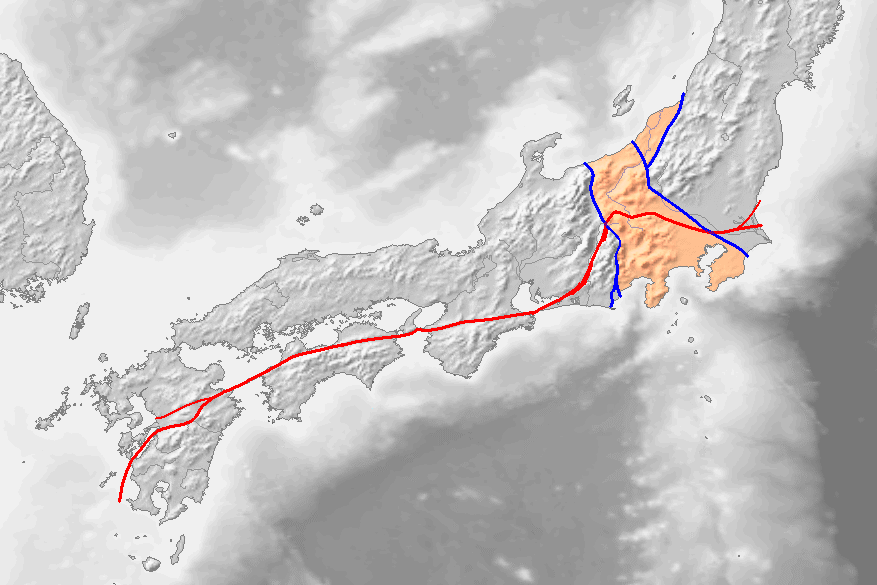
■ 赤線が中央構造線、西側の青線が糸魚川静岡構造線、青線に囲まれたオレンジ色の部分はフォッサマグナ

中央構造線（ちゅうおうこうぞうせん; 英: Median Tectonic Line）は、西南日本を九州東部から関東へ横断する世界第一級の断層である。英語表記からメディアンラインやメジアンラインとも言い、略して MTL とも言う。
注：「中央構造線」は地下の断層の面を地上に延伸した地表トレースの線だけを指すべきだとする意見もあるが、多くの場合、断層自体を指して「中央構造線」と呼んでいるのが実情である。
なお本項では、地質境界の断層としての「中央構造線」だけでなく、単に中央構造線と呼ばれることもある活断層「中央構造線断層帯」についても解説している。

## 解説

### 概略

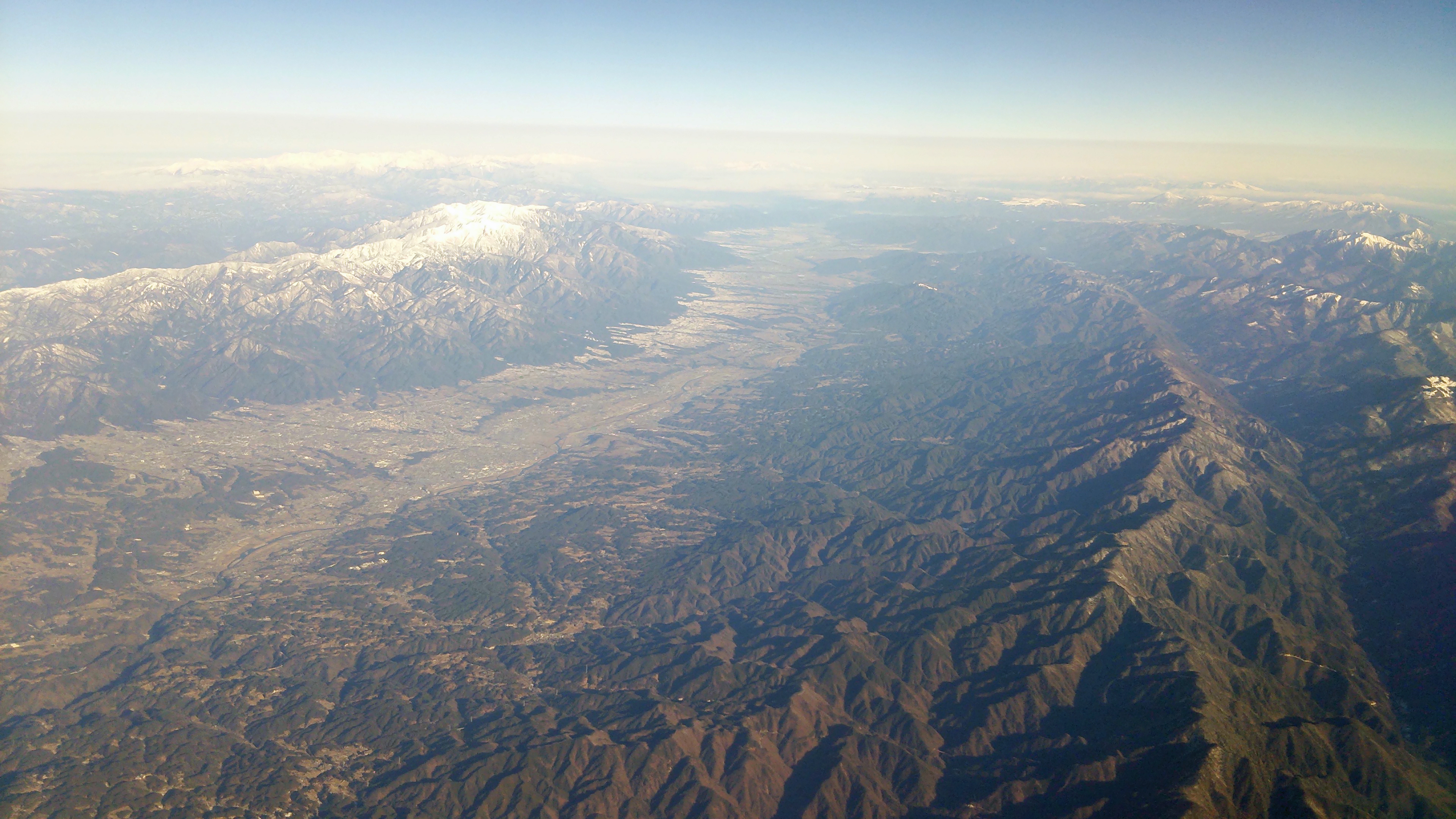
中央構造線起因の谷（画像右端）が南北に走る長野県伊那地方

1885年（明治18年）にハインリッヒ・エドムント・ナウマンによりその概念が提唱され、1917年（大正6年）に矢部長克によって構造線の概念が規定された。中央構造線を境に北側（大陸側）を西南日本の内帯 (Inner Zone)、南側（海溝側）を西南日本の外帯 (Outer Zone) と呼んで区別している。一部は活断層である。
構造線に沿って南北に分布する岩石は、北側（内帯側）は領家変成帯（中生代ジュラ紀の付加体が同白亜紀に高温低圧型変成を受けたもの）、南側（外帯側）は三波川変成帯（白亜紀に低温高圧型変成を受けたもの）である。長野県には、領家変成帯と三波川変成帯が直に接しているのを確認できる北川露頭がある（#観光関連を参照）。しかし四国においては領家変成帯は和泉層群（和泉帯）に覆われがちとなり、構造線は和泉帯と三波川変成帯の境界となっている。領家変成帯には白亜紀の花崗岩も見られる。なお、領家変成帯と三波川変成帯のそれぞれを覆う後期の地層の境界をなす断層も、中央構造線だと定義されている。
中央構造線は、九州東部から諏訪湖（長野県）付近まではほとんど途切れずに地表トレースが認められる。しかし糸魚川静岡構造線（糸静線）より東のフォッサマグナ地域では、フォッサマグナの海を埋めた新第三紀の堆積岩に覆われている。第四紀に大きく隆起している関東山地では古第三紀以前の基盤岩が露出し、その北縁の群馬県下仁田町に中央構造線が露出している。関東平野では新第三紀や第四紀の地層に覆われている。九州中部でも新第三紀後期以後の火山岩や阿蘇山をはじめとする現在の火山におおわれている。近畿南部から四国にかけては、中央構造線に沿って約360 kmにわたり活動度の高い活断層（#中央構造線断層帯を参照）が見られ、要注意断層のひとつとされている。

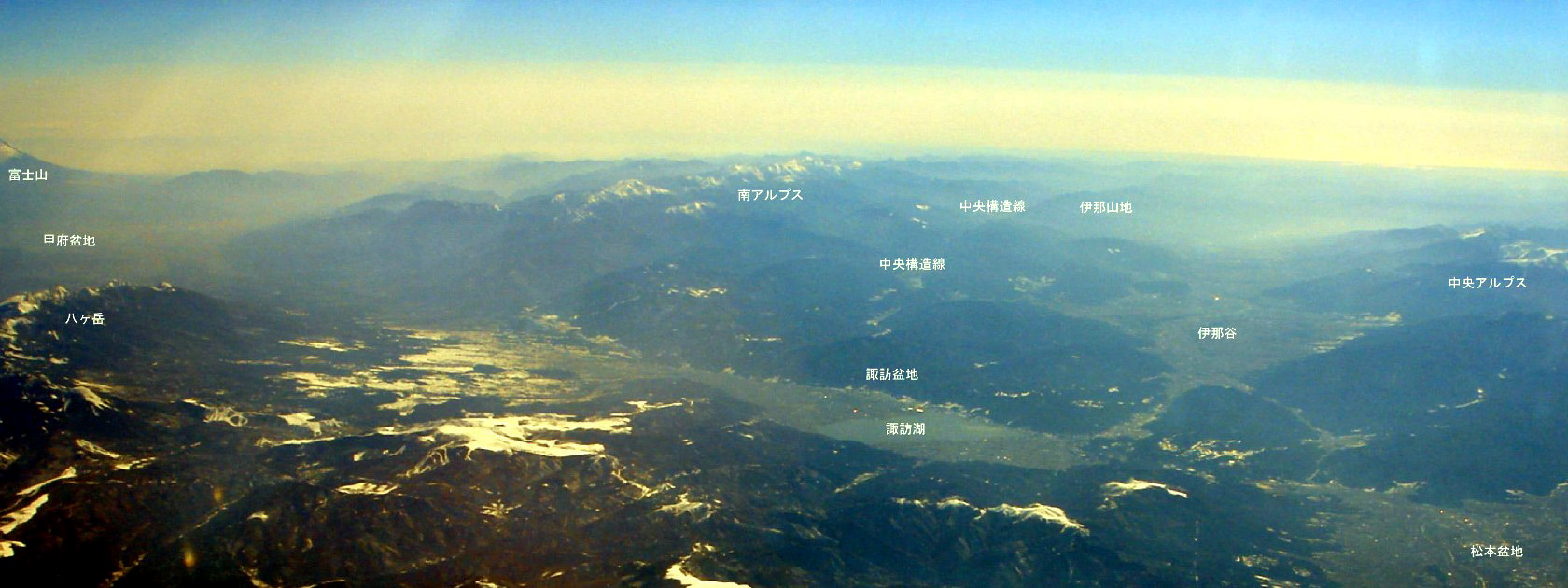
中央構造線とフォッサマグナの糸魚川静岡構造線が交差する諏訪湖周辺

### 形成
ジュラ紀の末から白亜紀の初め（約1億4千万-1億年前）、日本列島の元となる大地はまだアジア大陸の東の縁であり、そこに中央構造線の原型となる断層の横ずれ運動が起こった。横ずれ運動はイザナギプレートがユーラシアプレートに対してほぼ平行に北上したために起こり、より南にあった北海道西部・東北日本・西南日本外帯に当たる部分が北上した。この運動により、それまで離れて存在していた領家変成帯と三波川変成帯が大きくずれ動いて接するようになった。この時形成されたのは古期中央構造線（古中央構造線、古MTLとも）と呼ばれている。また、この断層運動の時期は鹿塩時階と呼ばれており、白亜紀中期にあたると考えられている。領家変成帯に属する岩石は衝上断層によって南側に移動し、三波川変成帯に属する岩石に乗り上げた。断層の角度は極めて低く、水平に近かったとも考えられている。
白亜紀後期（約7千万年前）は中央構造線の活動が最も顕著であったと考えられている。この頃イザナギプレートが約45度の角度で北上してユーラシアプレートの下に潜り込んでおり、このため中央構造線は左横ずれ運動を起こし、その北側では岩盤が破壊されて地層が堆積し和泉層群を形成した。
以後、断層運動は変位を繰り返し、新第三紀から第四紀にかけての時期に現在と同じ右横ずれ運動となった。「中央構造線の再活動」または「地質境界である中央構造線に平行して出現した断層」としてとらえられているこの断層運動は、新期中央構造線（新中央構造線、新MTLとも）と呼ばれている。古期中央構造線については関東から九州まで確認することができるが、新期中央構造線は紀伊半島から四国東部・中部にかけてのみ明瞭に確認できるものの他の地域では見つけにくくなっている。また、新期中央構造線は古期中央構造線の北側にある高角の断層であり、地下数キロ (km) の浅い場所で新期中央構造線が古期中央構造線を切っていると考えられている。

## 各地の中央構造線

### 関東地方

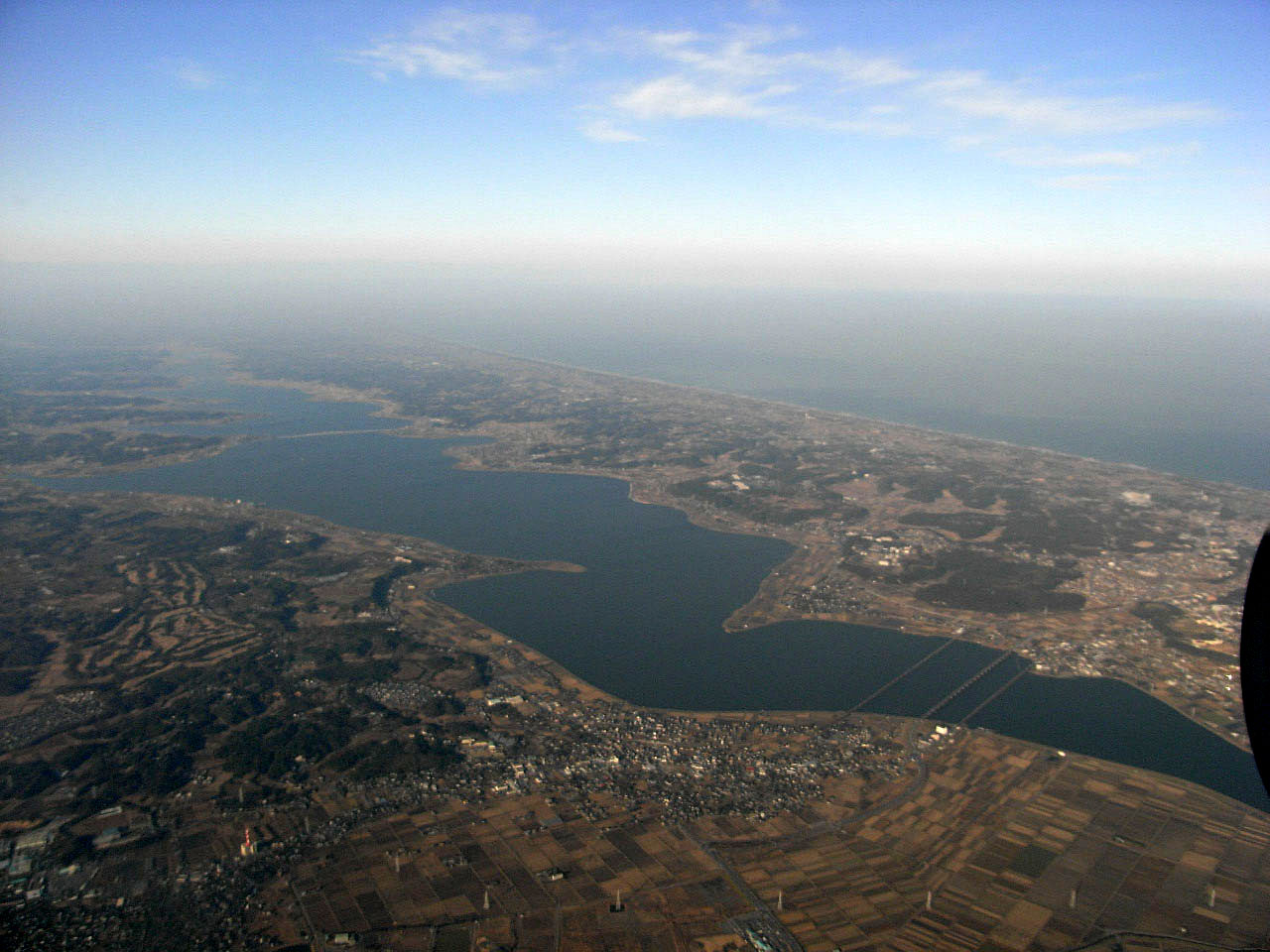
中央構造線の東端と推定される霞ヶ浦北浦周辺

群馬県下仁田から比企丘陵北縁にかけて露出している。関東平野では新第三紀と第四紀の堆積層の下に埋まっている。しかし関東平野中央部での深さ3,000mに達するボーリング調査により、埼玉県岩槻のやや南方を通っていることが確かめられている。その東方の通過位置は正確には分かっていないが鹿島灘へ抜けて、棚倉構造線の延長に切られていると考えられている。但し棚倉構造線については、先新第三紀に棚倉構造線が中央構造線と連結していた可能性も指摘されている。
中央構造線の南側に沿って分布する三波川変成岩は関東山地によく露出しており、埼玉県長瀞渓谷はその代表的な露出地。「三波川」も群馬県藤岡市の地名から名づけられた。中央構造線の北側に沿って分布する領家変成岩や花崗岩は、筑波山に露出している。
関東東方沖の海底には、落差2,000 m以上の「鹿島海底崖」と呼ばれる崖が形成され、崖の南東側には大規模な地すべり地形が出来ている。

### 中部地方

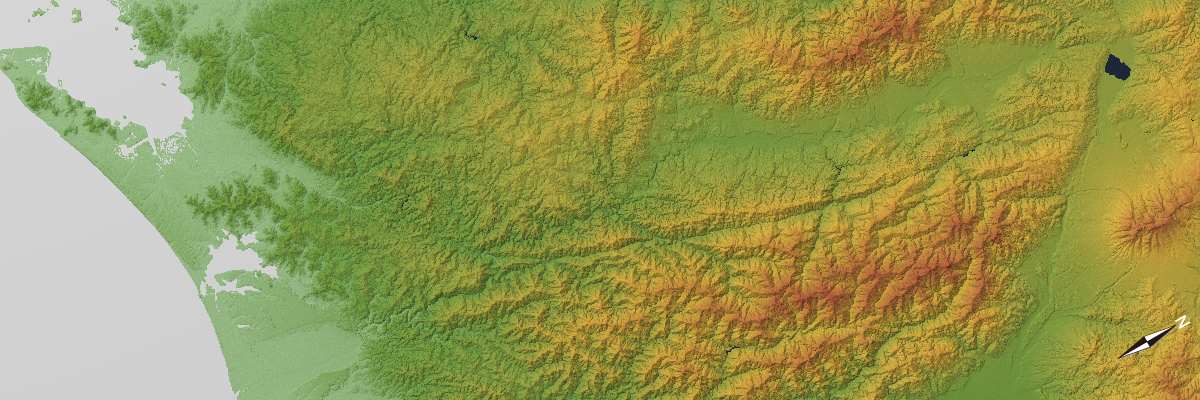
中部地方の中央構造線

糸魚川静岡構造線より東方のフォッサマグナ地域では、新第三紀の堆積岩に覆われている。諏訪湖南方の茅野からはよく露出している。伊那谷を少し東にずれた伊那山地と赤石山脈の間を南西に向かって走る。人工衛星からの写真では、破砕帯が侵食されて明瞭な直線谷の地形を見せる。
領家変成岩や花崗岩は、木曽山脈や伊那山地、三河地方、鈴鹿山脈南部によく露出している。「領家」は遠州水窪（現・浜松市天竜区）の地名を取っている。しかし、設楽地方では鳳来寺山などの新第三紀の火山岩や堆積岩に覆われている。三波川変成岩は、赤石山脈西麓、旧天竜市北方、豊川南方によく露出している。
茅野から水窪にかけては新第三紀に活発な再活動があったが、第四紀の活動性は低い。現在の大地形を造っている断層は伊那盆地と木曽山脈の境を画する伊那谷断層で、天竜川本流も伊那谷断層沿いを流れている。中央構造線は水窪から次第に西へ向きを変え、豊川に沿って三河湾に入り、渥美半島以西は西に向きを変え伊勢湾口を通る。

### 近畿地方

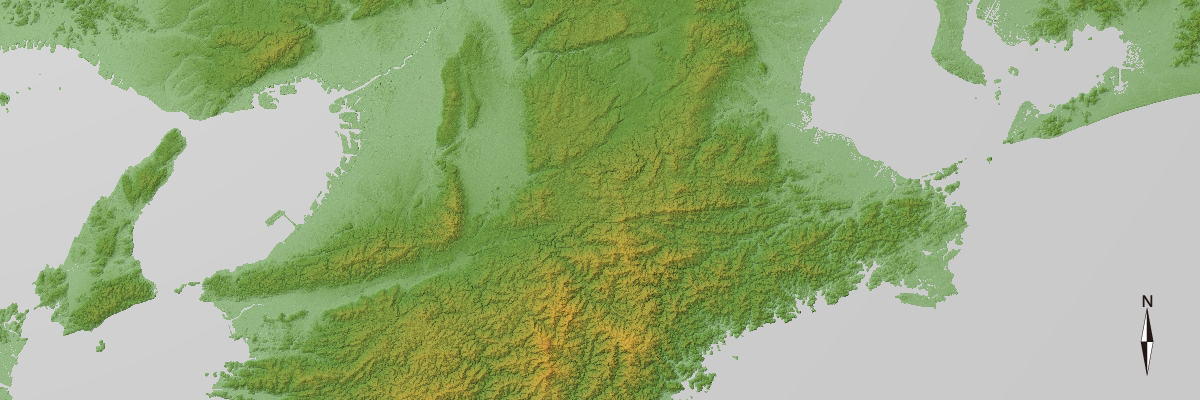
近畿地方の中央構造線

紀伊半島中央部を東西に横断する。伊勢二見浦の夫婦岩や、和歌山の和歌浦の岩石は三波川変成岩。領家変成岩や花崗岩は、生駒山や金剛山をつくり、瀬戸内海にかけてよく露出している。
しかし、奈良県五條から西では内帯の中央構造線沿いは白亜紀の断層活動で陥没して堆積した和泉層群（和泉帯）に覆われ、紀伊半島中央部から四国にかけての中央構造線は、和泉層群と三波川変成岩の境界断層になる。和泉層群は和歌山市の加太海岸でよく見られる。松阪市粥見から西の櫛田川や、紀ノ川の川床には三波川変成岩が露出しており、中央構造線はその北岸を通っている。
その北方には現在の地形を食い違わせている活断層が見られる。活断層としての中央構造線は、高見峠より東の三重県側はあまり活発な活動をしていないが、奈良県以西は1,000年間に5 m程度動いている非常に活発なA級活断層である。活断層上に古くから有名な根来寺があるが大地震の記録は無く、前回の地震発生からかなりの時間が経過し、地震を発生するエネルギーが蓄積されていると思われる。
政府の地震調査研究推進本部によれば、金剛山地東縁から和泉山脈南縁の和歌山市付近に至る区間が活動すると、内陸型地震としては最大級となるマグニチュード（以下M）8.0程度の地震が発生する可能性がある。発生確率は今後30年以内でほぼ0 - 5%とされていることから、日本の活断層の中では地震の発生確率が（相対的に）高いグループに属している。
2011年（平成23年）2月18日の発表で、今後30年以内の巨大地震発生確率が、これまでの“M 8.0程度で0 - 5%”から、“7.6 - 7.7程度で0.5 - 14%”と修正された。これは、国内で地震の発生が予測されている活断層帯の中では3番目に高い数値であり（現在活断層型地震の中で最も発生確率が高いと予測されているのは神奈川県内にある活断層帯で16%）、西日本だけに限定すれば最も高い数値である。予測されている巨大地震が発生した場合、和歌山市や大阪府の南部などで震度7、また、大阪府の中南部を中心とした広い範囲と奈良県の橿原市、和歌山県の大阪府との県境沿いなどで震度6強に達するとされている。なお、活断層の露出は和歌山県内だが、活断層自体が大阪府側へ傾いているため、地震のエネルギーのほとんどが大阪府側へ流れると予測されている。震度予測で高震度地域がほとんど活断層の北側に集中しているのは、このためである。
構造線は和歌山市から紀淡海峡に入る。和歌山市は近畿地方には珍しく有感地震の多い都市であるが、これらの地震の発生域はやや深く、中央構造線沿いの活断層とは直接の関係はないと考えられる。
紀淡海峡から鳴門海峡の間は淡路島南岸に沿っていて、三波川変成岩がよく露出する沼島と、顕著な断層崖を示す和泉層群の諭鶴羽山地との間を通っている。諭鶴羽山の南斜面にある油谷断層（衝上断層）では露頭が見られる。

### 四国地方

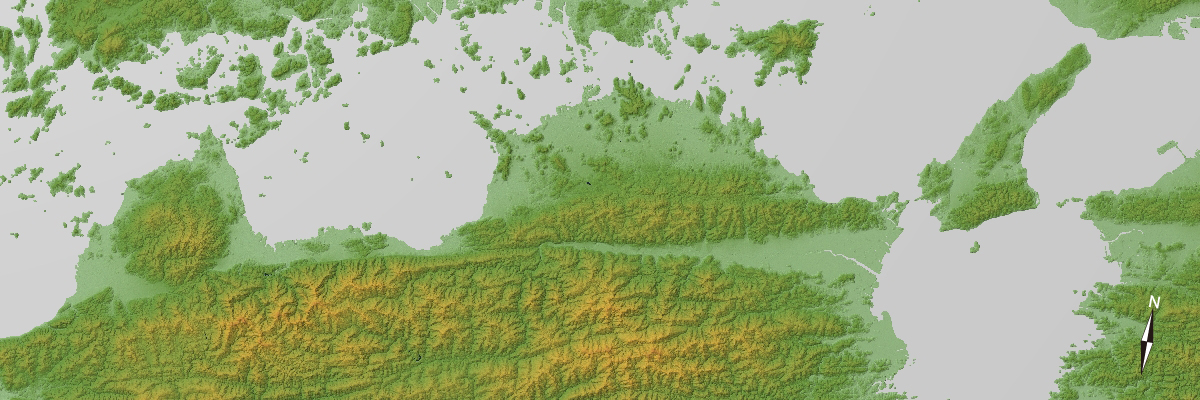
四国地方の中央構造線

徳島市から吉野川北岸を走って三好市に達し、川之江・新居浜のすぐ南側を通り、砥部町から伊予市双海町を通り、佐田岬半島北側の沖合を通り豊予海峡に入る。
四国でも中央構造線の基本的な姿は三波川変成岩と和泉層群の境界断層である。四国では三波川変成岩は広く露出し、徳島の山城、大歩危、祖谷地方から別子、佐田岬半島などでよく見られる。ただし石鎚山は新第三紀の火山岩である。
地質境界としての中央構造線は吉野川の北岸を通っているが、その北に活断層が見られる。愛媛県でも地質境界としての中央構造線は砥部町の砥部衝上断層を通っているが、活断層は松山を通っている。四国山地北縁ではナイフで切ったように直線状に山が並び（断層崖）、その空中写真が活断層の見本として各種書籍に取り上げられている。活動度は1,000年間で最大8mと推定されている。
近年の活動記録が無く、エネルギーが蓄積されていると考えられ、要注意断層である。ただし、一部は約400年前に動いた可能性がある。この区間が活動した場合は、M7を超える地震になると考えられる。
豊予海峡では佐田岬半島と佐賀関半島の間の最狭部よりやや北西を通っていると推定されている。

### 九州地方

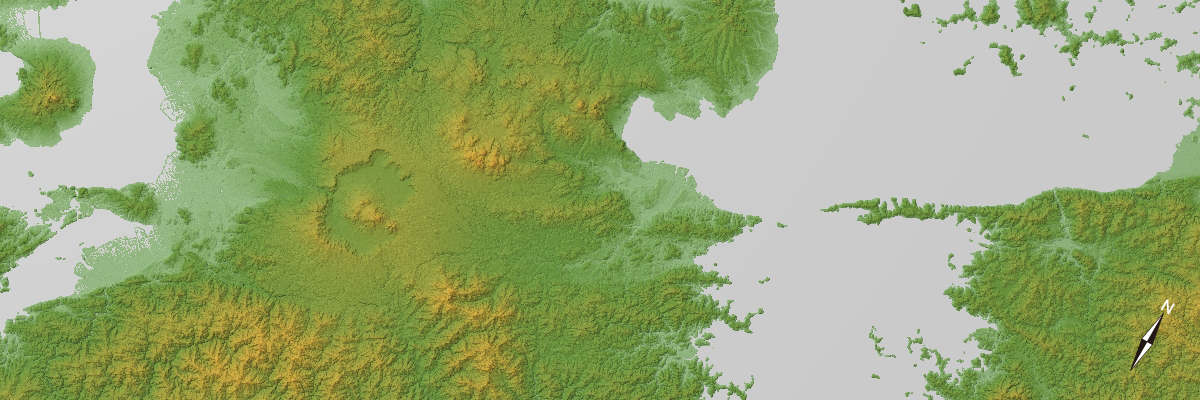
九州地方の中央構造線

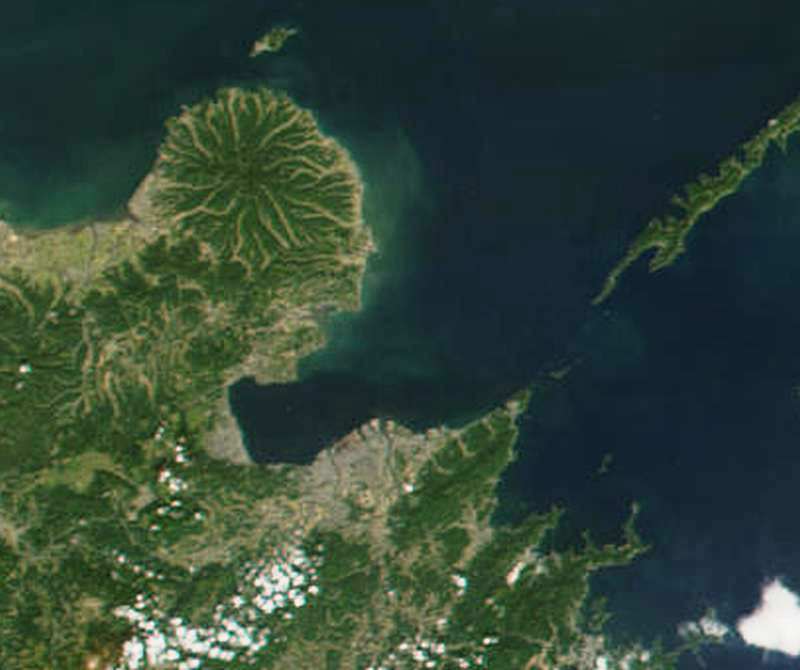
人工衛星から撮影した国東半島（左上）、佐賀関半島（中央下）、四国の佐田岬半島（右上）

中央構造線が地表からも確認できるのは九州東部までで、中生代末頃の堆積岩や阿蘇山及びその噴出物に覆われている九州中西部では存在が確認されていない。
中央構造線の延長線は、愛媛県松山市から大分県の佐賀関半島に延び、佐賀関半島と国東半島の間を通っているのは確実視されている。しかし堆積岩や現在の活火山に厚く覆われている九州中部では存在が確認されていない。九州において中央構造線に「相当」するのは臼杵-八代線（矢部, 1925)または大分-熊本線である。しかし臼杵-八代線は中央構造線の「延長」というわけではなく、位置的には四国の御荷鉾構造線の延長にある。矢部(1925)は九州における中央構造線に関連するものとして、松山-伊万里線（別府湾・玖珠盆地・日田盆地・筑後・肥前）、大分-熊本線（大分・野津原・長湯・久住・阿蘇山）、臼杵-八代線（臼杵・三重・祖母山の北側・熊本県南部）を議論した。大分-熊本線は阿蘇山からの噴出物などに覆われて位置がはっきりしない。臼杵-八代線の北にあたる佐賀関半島には三波川変成岩がよく露出していることから、中央構造線はそのすぐ北を通っているとみられており、中央構造線を追跡できるのはここまでである。
政府の地震調査研究推進本部は、中央構造線と連絡しているのは大分-熊本線（大分-熊本構造線）と臼杵-八代線（臼杵-八代構造線）だと説明している。臼杵-八代構造線が九州における中央構造線に「相当」し、臼杵-八代構造線以南が西南日本外帯に、構造線の延長線を含めてその北西が西南日本内帯に分けられる。あるいは、臼杵-八代構造線の北側を北部から中部九州地域、南側を南部九州地域と分けて定義される。臼杵-八代構造線の南には、平行して仏像構造線が通っている。
平成28年（2016年）熊本地震を引き起こした断層帯の一つである日奈久断層帯は、熊本県八代市付近で臼杵-八代構造線を切っていると考えられている。地震調査研究推進本部の長期評価において、日奈久断層帯は3区間に分けられているが、そのうちの日奈久区間（熊本県宇城市豊野町山崎から同芦北町の御立岬付近までの長さ約40 km）付近に八代市がある。2015年の日本地質学会学術大会において、日奈久区間の八代市付近以南が臼杵-八代構造線の延長であって、臼杵-八代構造線が鹿児島県川内市の沖にまで延びている可能性がある旨が報告されている。
現在の九州中部は南北に伸張しており、引っ張りによる断層が発達し（別府‐島原地溝帯、布田川・日奈久断層帯）、阿蘇山や九重連山のマグマの通り道をつくっていると考えられている。

## 地震活動との関連
歴史時代以降の活動歴は、地震が活発な地域と比較すると少ないが、下記のようなM6から7クラスの地震が発生している。
近世以前の地震
715年 三河国・遠江国 - M 6.5 - 7.5
慶長伊予・豊後・伏見地震

慶長伊予地震（慶長伊予国地震とも）は、1596年9月1日、愛媛県の中央構造線・川上断層セグメント内（震源については諸説ある）で発生した。規模はM 7.0。さらに、3日後の9月4日には、豊予海峡を挟んで対岸の大分県で慶長豊後地震（別府湾地震）(M 7.0 - 7.8)が発生。豊後地震の震源とされる別府湾-日出生断層帯（別府-万年山断層帯の一部）は、中央構造線と連続あるいは交差している可能性がある。さらにその翌日の9月5日、これらの地震に誘発されたと考えられる慶長伏見地震（慶長伏見大地震）(M 7.0 - 7.1)が京都で発生。有馬-高槻断層帯、或いは六甲・淡路島断層帯における地震とみられる。
近世以降の地震
- 1619年（元和5年） 八代 - M 6.0
- 1649年（慶安2年）3月13日 伊予灘 - M 7.0前後
- 1703年（元禄16年） 豊後湯布院・庄内 - M 6.5
- 1718年（享保3年） 三河、伊那遠山谷(遠山地震) - M 7.0前後
- 1723年（享保8年） 肥後 - M 6.5
- 1725年（享保10年） 高遠・諏訪 - M6.0から6.5
- 1889年（明治22年） 熊本 - M 6.3
- 1894年（明治27年）-1895年（明治28年） 阿蘇 - M 6.3
- 1895年（明治28年）1月18日 茨城県南部 - M 7.2
- 1916年（大正5年） 新居浜付近 - M 5.7
- 1916年（大正5年） 熊本県中部 - M 6.1
- 1975年（昭和50年） 阿蘇北部 - M 6.1
- 1975年（昭和50年） 大分県中部 - M 6.4
- 2016年（平成28年） 平成28年（2016年）熊本地震 - M 7.3

### 中央構造線断層帯
前述のとおり、近畿南部（金剛山地東縁）から四国の伊予灘にかけては、中央構造線に沿って、上下方向のずれを伴った右横ずれ運動を特徴とする約360 kmの長大な断層帯が延びている。また、政府の地震調査研究推進本部は九州東部・大分県の別府湾や由布市周辺における活断層についても2017年にこの断層帯の一部と認定している。
地質境界としての中央構造線と、地表にその活動の痕跡を残している活断層たる中央構造線とは、必ずしも位置が一致しない。これらの断層は中央構造線活断層系や活断層としての中央構造線と呼ばれている。中央構造線活断層系の地震評価のみを行なっている地震調査研究推進本部はこれを中央構造線断層帯と呼んでいる。中央構造線と中央構造線活断層系とは、松山平野で約7 kmと最も離れている。
なお、「中央構造線」という呼称は地質学的な境界を指すが、前述の中央構造線に沿う活断層を指して「中央構造線」と呼ぶこともあり、注意を要する。
活断層としての中央構造線について、以後、地震調査研究推進本部に倣って「中央構造線断層帯」（ちゅうおうこうぞうせんだんそうたい）と呼称する。
中央構造線に沿った断層帯の存在は、1967年頃には空中写真の分析によって発見されていた。その後の調査により、活断層の存在を示唆する地形に沿って断層に由来する露頭や破砕帯が見つかり、活動の規模や時期も確認され、1970年代の末頃には中央構造線断層帯の位置や活動を概ね確認することができた。1980年代以降も大学や地質研究所などによって様々な場所での調査が続けられている。
地震調査研究推進本部も全国的な地震動予想のために1999年から各地での調査を開始しており、中央構造線断層帯については2003年に長期評価を公表した。
その後、2011年2月18日に長期評価の改訂版を発表している。中央構造線断層帯は活動していた時期などによって6区間に分けることができる。2011年の改訂版においては、断層帯の過去の活動状況と今後発生が予想される地震の規模は以下のとおりとされた。
1. 金剛山地東縁（奈良県香芝市から五條市付近まで）では、約2,000年前から4世紀の間に直近の活動があった。平均して約2,000 - 14,000年おきに活動しているとみられ、将来的にM 6.9程度の地震が予想される。1回のずれの量は1m程度（上下成分）と見込まれる。
2. 和泉山脈南縁（奈良県五條市から和歌山市付近まで）では、7世紀から9世紀の間に直近の活動があった。平均して約1,100 - 2,300年おきに活動しているとみられ、将来的にM 7.6 - 7.7程度の地震が予想される。1回のずれの量は4m程度（右横ずれ成分）と見込まれる。
3. 紀淡海峡-鳴門海峡（和歌山市付近またはその西の紀淡海峡から鳴門海峡まで）では約3,100年前から約2,600年前の間に直近の活動があった。平均して約4,000 - 6,000年おきに活動しているとみられ、将来的にM 7.6 - 7.7程度の地震が予想される。ずれの量・成分とも不明。
4. 讃岐山脈南縁-石鎚山脈北縁東部（石鎚断層とその東の部分）では16世紀に直近の活動があった。平均して約1,000 - 1,600年おきに活動しているとみられ、将来的にM8.0程度またはそれ以上の規模の地震が予想される。1回のずれの量は6 - 7 m程度（右横ずれ成分）と見込まれる。
5. 石鎚山脈北縁（岡村断層）でも16世紀に直近の活動があった。将来的にM 7.3 - 8.0程度の地震が予想される。平均して約1,000 - 2,500年おきに活動しているとみられる。将来的にM7.3 - 8.0程度の地震が予想される。1回のずれの量は6 m程度（右横ずれ成分）と見込まれる。
6. 石鎚山脈北縁西部-伊予灘（川上断層から伊予灘・佐田岬北西沖まで）でも16世紀に直近の活動があった。平均で約1,000 - 2,900年ごとに活動しているとみられる。将来的にM 8.0程度またはそれ以上の規模の地震が予想される。1回のずれの量は2 - 3 m程度（右横ずれ成分）と見込まれる。

### 伊方原子力発電所近くの活断層

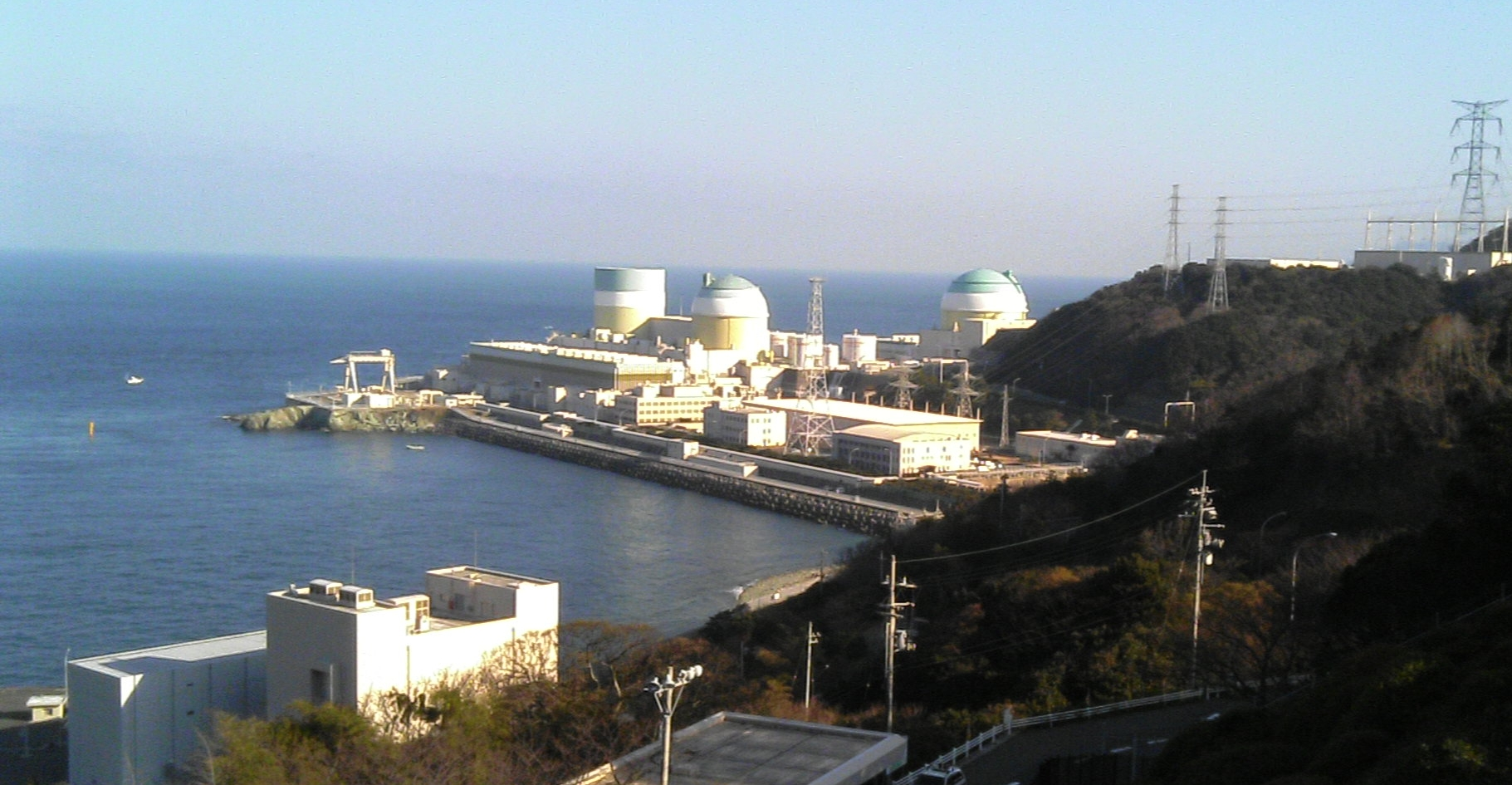
四国電力伊方発電所（伊方原子力発電所）

1996年、高知大学などの研究グループによる、伊予灘海底にある中央構造線断層帯の調査によって、愛媛県の伊方原子力発電所の間近の海底に活動度の高い活断層2本が発見された。ここでは約2000年おきにM7前後の地震が起きると考えられており、M 7.6の規模の地震も起きる可能性がある。伊方原発の安全審査が不十分だとして地元住民が原子炉設置許可の取り消しを国に求めた訴訟では、2000年12月に松山地裁が原告の請求を棄却したが、その際にこの活断層について国の安全審査の判断が誤っていた可能性に言及した。原発の運転差し止めを求める訴訟は各地で起こされているが、活断層に関する国の判断の誤りについて指摘されたのはこの時が初めてであった。伊方原発と活断層との距離は約6 kmであるが、活断層調査にあたった高知大教授・岡村真によれば、もし伊方原発に最も近い活断層で、あるいは中央構造線断層帯全体が一度に動いて、予想される最大規模のM8の地震が起きた場合、原発周辺は震度7の揺れに見舞われる可能性があるという。

## 観光関連

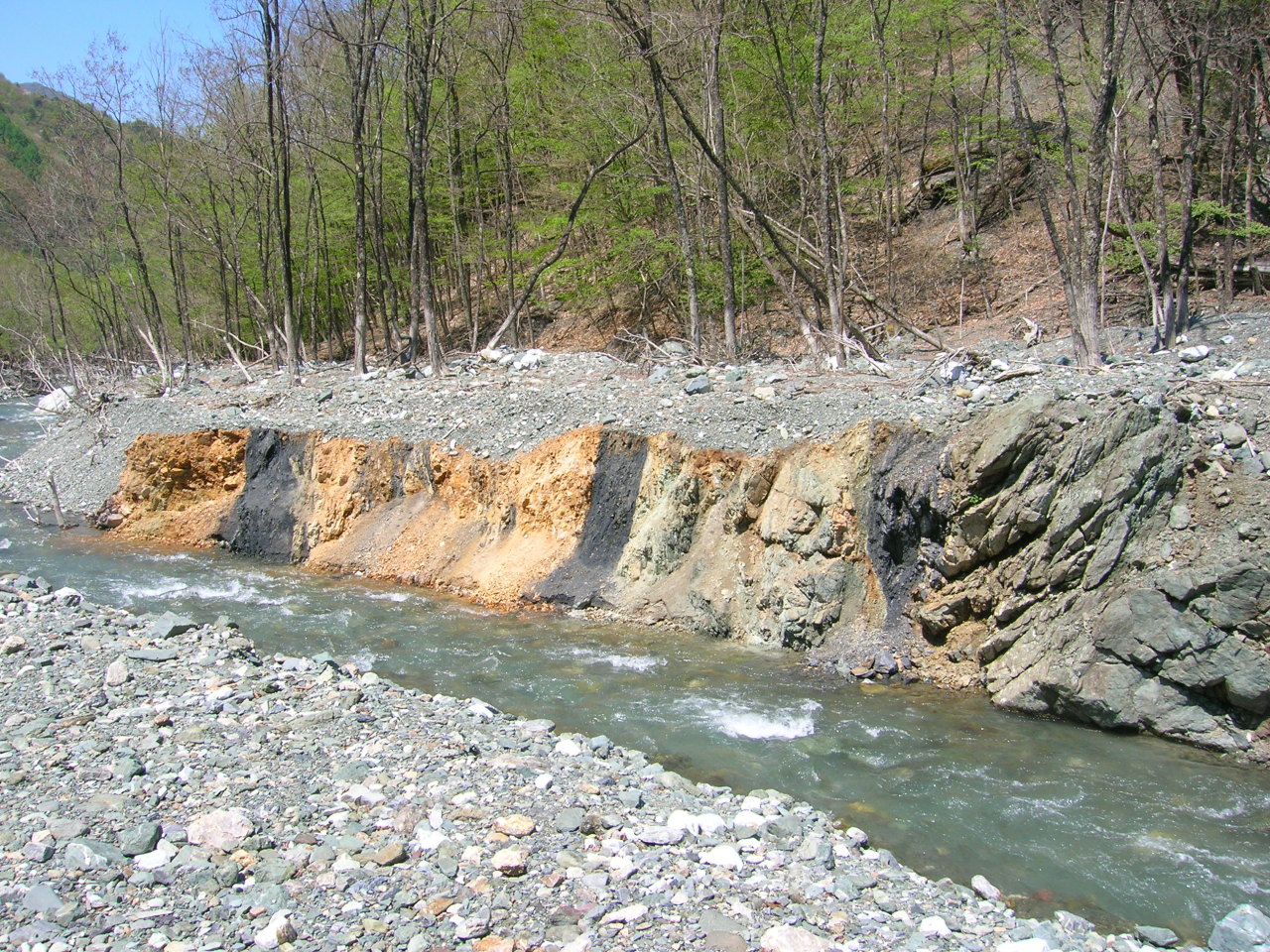
安康露頭

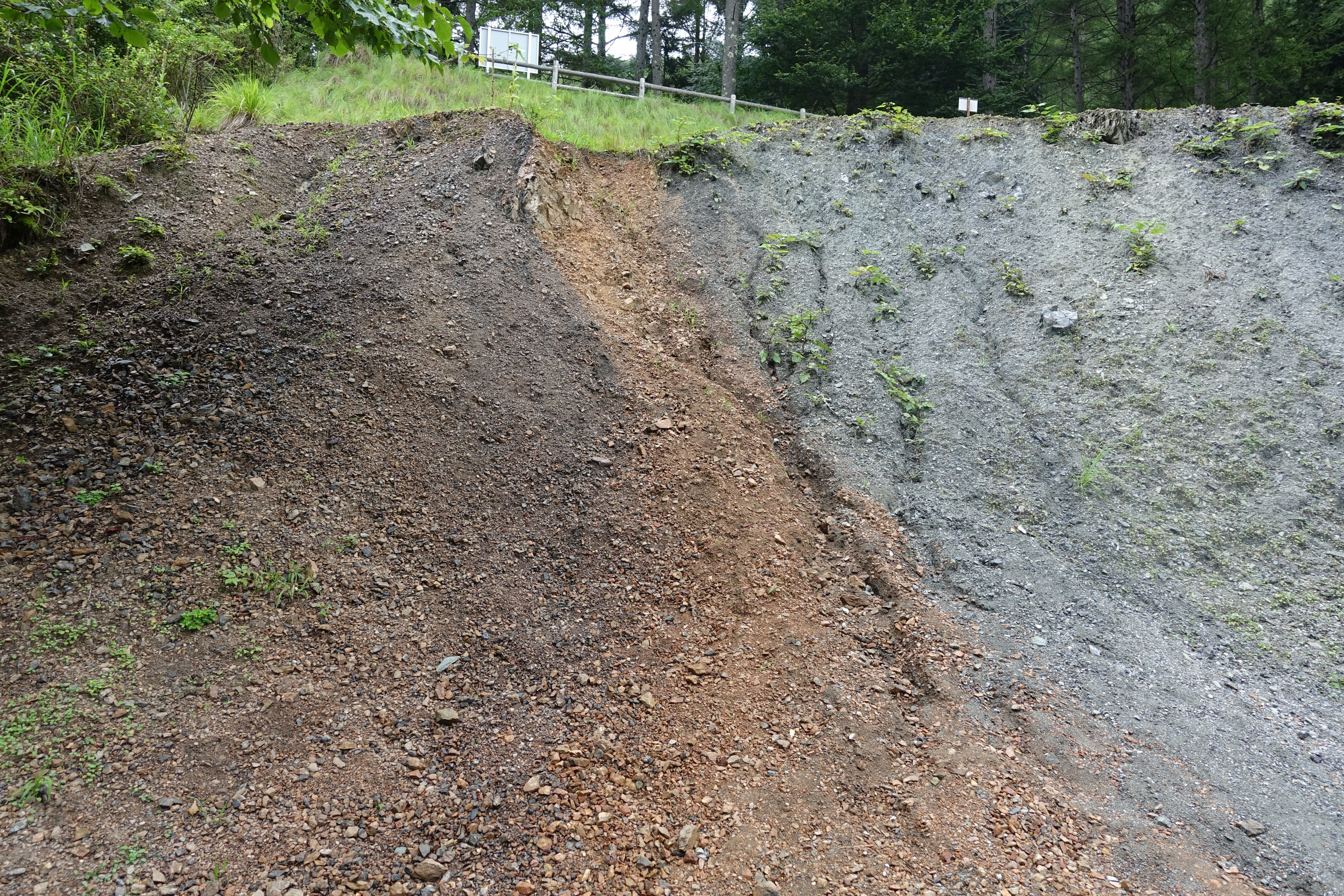
大鹿村の中央構造線北川露頭

長野県下伊那郡大鹿村の小渋川流域では露頭がよく観察できる。断層の西側は主に領家帯に属するマイロナイト（領家花崗岩類・変成岩類に由来）で、東側は三波川帯に属した結晶片岩となっている。安康露頭と北川露頭は、長野県の天然記念物であったが、2013年10月に「大鹿村の中央構造線（北川露頭・安康露頭）」として国の天然記念物に指定された。2007年（平成19年）には、大鹿村の中央構造線が日本の地質百選に選定された。近隣には中央構造線博物館がある。
三重県松阪市飯高町月出には中央構造線の中でも特に大規模な露頭（月出露頭）があり、日本国外からも研究者が訪れている。ここでは西南日本内帯に属するマイロナイトと西南日本外帯に属する黒色変岩との間にある断層を確認できる。2002年（平成14年）に「月出の中央構造線」として国の天然記念物に指定された。また、2007年に日本の地質百選に選定された。
中央構造線沿いにはジオパークとして認定された地域がある。長野県の南アルプス（中央構造線エリア）ジオパークは2008年（平成20年）12月に日本ジオパークに認定された。群馬県下仁田町は関東地方で最も中央構造線を観察しやすい地域であり、中央構造線の一部をなす川井の断層（大北野-岩山断層）をジオサイトの一つとする下仁田ジオパークが2011年9月に日本ジオパークに認定された。

### 神社と仏閣と聖地
中央構造線上には、八代神社、阿蘇神社、幣立神宮、宮處野神社、西寒多神社、早吸日女神社、伊予神社、石鎚神社、伊曽乃神社、村山神社、大麻比古神社、霊山寺、自凝神社、淡嶋神社、日前国懸神宮、根来寺、金剛峯寺、隅田八幡神社、宇智神社、吉野神宮、丹生川上神社、伊勢神宮、二見興玉神社、豊川稲荷、砥鹿神社、足神神社、分杭峠、諏訪大社上社前宮、貫前神社、氷川神社、香取神宮、鹿島神宮など、日本の名だたる神社や仏閣や聖地がある。同様に棚倉構造線上（推定される延長を含む）には都々古別神社、上杉神社、大物忌神社などがある。これらをパワースポットとして持て囃す人たちがいる。中央構造線付近に多くの有力な神社や仏閣がある理由は、中央構造線沿いに形成された断層線谷や半島などの地形によって、古くから重要な交通路や要衝が成立したためという説がある。また中央構造線沿いに水銀など鉱物資源の産地が多いためという説もある。これまで活断層が多くの地震を引き起こしたのでその被害を鎮魂するため、またそこを聖域として人々が住まないようにしているという意見もある。

## 関連項目

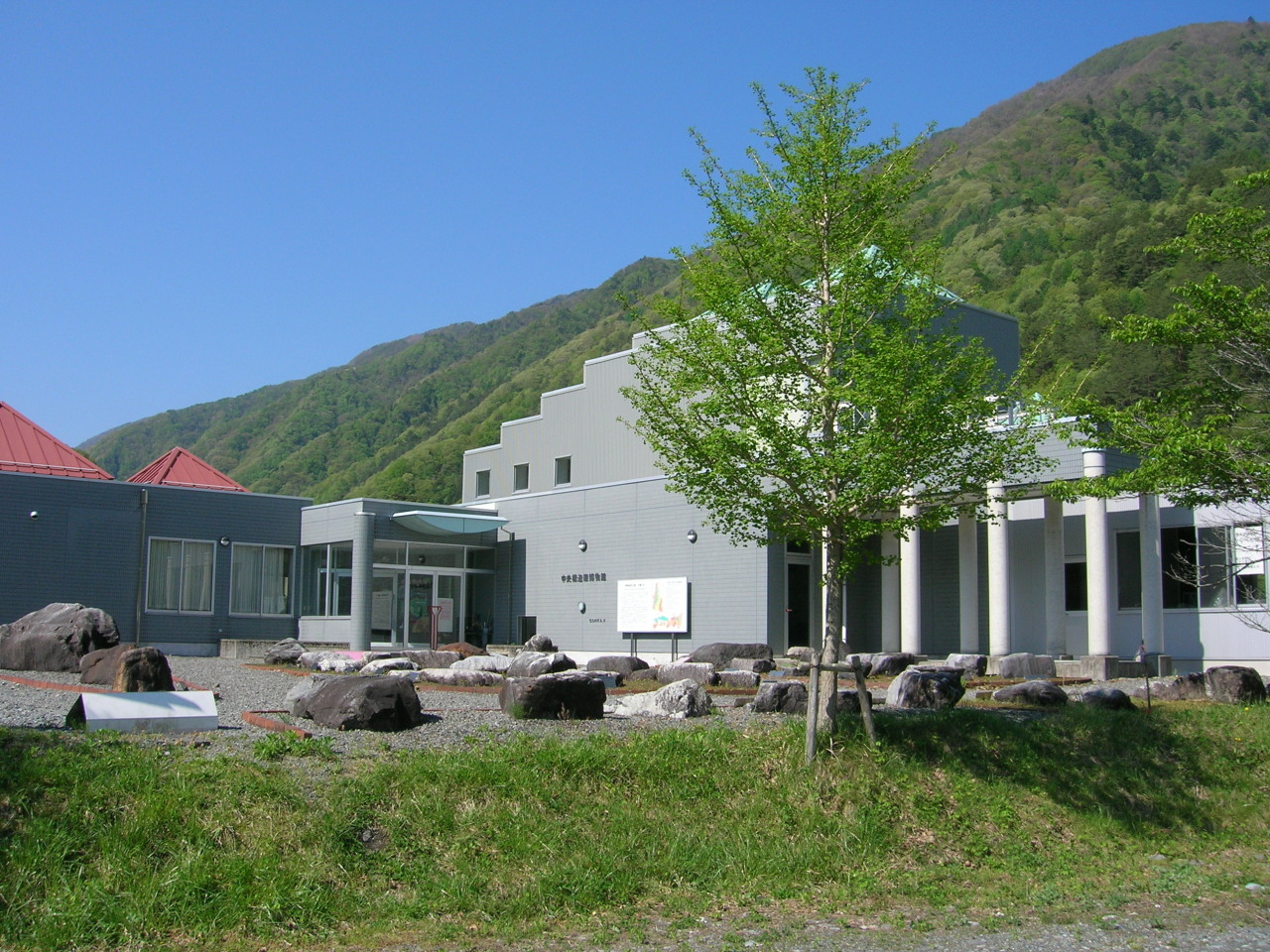
大鹿村中央構造線博物館